# WWE Clash
WWE Clash (wcześniej znane jako WWE Clash at the Castle) to cykliczna gala wrestlingu w Wielkiej Brytanii, wyprodukowana przez amerykańską firmę WWE. Jest transmitowana na żywo i dostępna wyłącznie za pośrednictwem platform pay-per-view (PPV) i platform transmisji na żywo WWE, a występują w nim zapaśnicy z brandów Raw i SmackDown. Wydarzenie inauguracyjne odbyło się we wrześniu 2022 roku w Cardiff w Walii, a jego nazwa nawiązuje do zamku w Cardiff. Po prawie dwóch latach wydarzenie ma powrócić w czerwcu 2024 roku w Glasgow w Szkocji, ale bez wzmianki o jakichkolwiek zamkach.
Inauguracyjne wydarzenie w 2022 roku było pierwszym wydarzeniem PPV i transmisją na żywo WWE, które odbyło się w Wielkiej Brytanii od czasu Insurrextion w 2003 roku i pierwszym wydarzeniem stadionowym firmy w Wielkiej Brytanii od SummerSlam w 1992 roku. Wydarzenie w 2024 roku będzie pierwszym wydarzeniem PPV i transmisją na żywo WWE, które odbędzie się w Szkocji. Wydarzenie 2025, znane jako Clash in Paris, odbędzie się w sierpniu 2025 roku w Paryżu we Francji.

## Historia
We wrześniu 2022 roku amerykańska promocja wrestlingu WWE była gospodarzem wydarzenia w systemie pay-per-view (PPV) i transmisji na żywo w Wielkiej Brytanii (UK) o nazwie Clash at the Castle. Odbył się w Cardiff w Walii na Principality Stadium, a jego nazwa nawiązywała do zamku w Cardiff, położonego w pobliżu stadionu. Było to pierwsze od 30 lat duże wydarzenie stadionowe firmy w Wielkiej Brytanii. Chociaż ostatnim ważnym wydarzeniem WWE, które odbyło się w Wielkiej Brytanii, było Insurrextion w 2003 roku, ostatnim ważnym wydarzeniem organizacji, które odbyło się na stadionie w Wielkiej Brytanii, był SummerSlam w 1992 roku na oryginalnym stadionie Wembley. WWE pierwotnie planowało zorganizować wydarzenie na obecnym stadionie Wembley; jednak zaproponowano im więcej pieniędzy na organizację wydarzenia na stadionie Księstwa.
Po prawie dwóch latach ogłoszono, że drugie Clash at the Castle odbędzie się 15 czerwca 2024 roku i odbędzie się w OVO Hydro w Glasgow w Szkocji, co będzie pierwszym wydarzeniem PPV WWE i transmisją na żywo w kraju, a także ustanowienie Clash at the Castle jako cyklicznego wydarzenia w Wielkiej Brytanii. W przeciwieństwie do pierwotnego wydarzenia, tytuł wydarzenia w 2024 roku nie odnosi się do żadnego konkretnego zamku w Glasgow.
29 stycznia 2025 roku ogłoszono, że trzecim wydarzeniem w chronologii będzie "Clash in Paris", które odbędzie się 31 sierpnia w Paris La Défense Arena w Paryżu we Francji. Nazwa wydarzenia porzuca przydomek "na zamku" (nawet jeśli w Paryżu i okolicach znajdują się godne uwagi zamki, takie jak Bastylia), ale teraz jeszcze bardziej ustanawia wydarzenie jako cykliczne wydarzenie europejskie. Ponadto odcinek Raw odbędzie się dzień po wydarzeniu na tej samej arenie 1 września 2025 roku.

## Lista gal
| # | Gala                       | Data             | Lokalizacja         | Arena                  | Walka wieczoru                                                                           |
| - | -------------------------- | ---------------- | ------------------- | ---------------------- | ---------------------------------------------------------------------------------------- |
| 1 | Clash at the Castle (2022) | 3 września 2022  | Cardiff, Walia      | Principality Stadium   | Roman Reigns (c) vs. Drew McIntyre Singles match o Undisputed WWE Universal Championship |
| 2 | Clash at the Castle (2024) | 15 czerwca 2024  | Glasgow, Szkocja    | OVO Hydro              | Damian Priest (c) vs. Drew McIntyre Singles match o World Heavyweight Championship       |
| 3 | Clash in Paris             | 31 sierpnia 2025 | La Défense, Francja | Paris La Défense Arena |                                                                                          |